# Левандовский, Марцин
Марцин Пшемыслав Левандовский (пол. Marcin Przemysław Lewandowski; род. 13 июня 1987, Щецин) — польский легкоатлет, бегун на средние дистанции, который специализируется в беге на 800 метров. Чемпион Европы 2010 года. Серебряный призёр чемпионата Европы в помещении 2011 года. Двукратный чемпион Европы в помещении (2015 — 800 метров, 2017 — 1500 метров). Участник летних Олимпийских игр 2008, 2012, 2016 и 2020 годов.

## Биография
Тренируется под руководством своего старшего брата Томаша Левандовского.
В 2007 году установил личный рекорд 1.45,52 и выиграл молодёжный чемпионат Европы.
Участвовал в Олимпийских играх 2008 года, где дошёл до полуфинала.
Завоевал золотую медаль на чемпионате Европы 2010 года, опередив на финише британца Майкла Риммера на 0,1 секунды.
В 2011 году стал серебряным призёром чемпионата Европы в помещении: впереди оказался только соотечественник Адам Кщот. На чемпионате мира остановился в шаге от пьедестала, финишировав на четвёртом месте с результатом 1.44,80.
На вторых в карьере Олимпийских играх в Лондоне показал 9-е время среди всех участников полуфинала и не пробился в решающий забег.
Финишировал четвёртым на чемпионате мира 2013 года в Москве.
В 2015 году стал сильнейшим на чемпионате Европы в помещении на дистанции 800 метров. Спустя два года вновь завоевал золото этого турнира, но уже в беге на 1500 метров.
На Олимпийских играх в Рио-де-Жанейро вышел в финал, где финишировал на шестом месте с результатом 1.44,20.
На Чемпионате Европы в помещении в польском Торуне в марте 2021 года завоевал серебряную медаль чемпионата континента на дистанции 1500 метров с результатом 3:38.06.

## Достижения
Бриллиантовая лига
- 2010:  Bislett Games — 1.44,56
- 2010:  DN Galan — 1.45,06
- 2011:  Athletissima — 1.45,01
- 2011:  British Grand Prix — 1.45,47
- 2012:  Golden Gala — 1.44,64
- 2013:  Athletissima — 1.44,31
- 2013:  Weltklasse Zürich — 1.43,79
- 2014:  Golden Gala — 1.44,60